# Calystegia catesbeiana
Calystegia catesbeiana är en vindeväxtart som beskrevs av Frederick Traugott Pursh. Calystegia catesbeiana ingår i släktet snårvindor, och familjen vindeväxter. Inga underarter finns listade i Catalogue of Life.